# Campeonato Europeu de Atletismo em Pista Coberta de 2011 - 400 m masculino
A prova dos 400 metros masculino do Campeonato Europeu de Atletismo em Pista Coberta de 2011 foi disputada entre 4 e 5 de março de 2011 na AccorHotels Arena em Paris, França.

## Recordes
Antes desta competição, os recordes mundiais e do campeonato nesta prova eram os seguintes:
|                       | Nome             | Nacionalidade     | Tempo  | Local        | Data                   |
| --------------------- | ---------------- | ----------------- | ------ | ------------ | ---------------------- |
| Recorde mundial       | Kerron Clement   | Estados Unidos    | 44s 57 | Fayetteville | 12 de março de 2005    |
| Recorde do campeonato | Marek Plawgo     | Estados Unidos    | 45s 39 | Viena        | 3 de março de 2002     |
| Recorde europeu       | Thomas Schönlebe | Alemanha Oriental | 45s 05 | Sindelfingen | 5 de fevereiro de 1988 |

## Medalhistas
| Ouro                | Prata                  | Bronze             |
| Leslie Djhone (FRA) | Thomas Schneider (DEU) | Richard Buck (GBR) |

## Resultados

### Bateria
Qualificação: 2 atletas de cada bateria  (Q) mais os  2 melhores qualificados (q).  
Bateria 1
| Posição. | Raia | Atleta        | Nacionalidade | Reação | Tempo | Notas            |
| -------- | ---- | ------------- | ------------- | ------ | ----- | ---------------- |
| 1        | 6    | Richard Buck  | Reino Unido   | 0.176  | 46.57 | Q                |
| 2        | 5    | Yoan Décimus  | França        | 0.200  | 46.90 | Q                |
| 3        | 3    | Mark Ujakpor  | Espanha       | 0.166  | 47.31 | q                |
| 4        | 4    | Evgen Hucol   | Ucrânia       | 0.175  | 47.81 |                  |
| 5        | 2    | Aram Davt'yan | Armênia       | 0.288  | 48.96 | Recorde nacional |

Bateria 2
| Posição. | Raia | Atleta              | Nacionalidade | Reação | Tempo | Notas            |
| -------- | ---- | ------------------- | ------------- | ------ | ----- | ---------------- |
| 1        | 6    | Richard Strachan    | Reino Unido   | 0.186  | 47.54 | Q                |
| 2        | 5    | Ansoumane Fofana    | França        | 0.306  | 47.89 | Q                |
| 3        | 3    | Marc Orozco         | Espanha       | 0.160  | 47.92 |                  |
| 4        | 2    | Endrik Zilbershtein | Geórgia       | 0.239  | 48.07 | Recorde nacional |
| 5        | 1    | Vladimir Krasnov    | Rússia        | 0.283  | 48.10 |                  |
| 6        | 4    | Nil de Oliveira     | Suécia        | 0.197  | 48.64 |                  |

Bateria 3
| Posição. | Raia | Atleta            | Nacionalidade      | Reação | Tempo | Notas           |
| -------- | ---- | ----------------- | ------------------ | ------ | ----- | --------------- |
| 1        | 6    | Thomas Schneider  | Alemanha           | 0.259  | 47.10 | Q               |
| 2        | 2    | Clemens Zeller    | Áustria            | 0.202  | 47.37 | Q               |
| 3        | 4    | Serdar Tamaç      | Turquia            | 0.186  | 47.46 |                 |
| 4        | 5    | Brian Gregan      | Irlanda            | 0.222  | 47.63 |                 |
| 5        | 3    | Kristijan Efremov | Macedônia do Norte | 0.269  | 50.35 | Recorde pessoal |

Bateria 4
| Posição. | Raia | Atleta        | Nacionalidade | Reação | Tempo | Notas |
| -------- | ---- | ------------- | ------------- | ------ | ----- | ----- |
| 1        | 5    | Nigel Levine  | Reino Unido   | 0.211  | 47.73 | Q     |
| 2        | 6    | David Gollnow | Alemanha      | 0.212  | 47.74 | Q     |
| 3        | 4    | Johan Wissman | Suécia        | 0.192  | 47.95 |       |
| 4        | 3    | Pavel Maslák  | Chéquia       | 0.208  | 48.14 |       |
| 5        | 2    | Rasmus Mägi   | Estónia       | 0.277  | 48.49 |       |

Bateria 5
| Posição. | Raia | Atleta                 | Nacionalidade | Reação | Tempo | Notas |
| -------- | ---- | ---------------------- | ------------- | ------ | ----- | ----- |
| 1        | 6    | Leslie Djhone          | França        | 0.193  | 46.63 | Q     |
| 2        | 5    | Dmitrij Burjak         | Rússia        | 0.199  | 46.84 | Q     |
| 3        | 4    | Dmytro Ostrovskyj      | Ucrânia       | 0.162  | 47.33 | q     |
| 4        | 2    | Emir Bekric            | Sérvia        | 0.180  | 48.34 |       |
| 5        | 3    | Nick Ekelund-Arenander | Dinamarca     | 0.206  | 48.55 |       |

### Semifinal
Qualificação: classificaram-se  os 3 melhores de cada bateria (Q). 
Semifinal 1
| Posição. | Raia | Atleta           | Nacionalidade | Reação | Tempo | Notas |
| -------- | ---- | ---------------- | ------------- | ------ | ----- | ----- |
| 1        | 6    | Leslie Djhone    | França        | 0.199  | 46.26 | Q     |
| 2        | 5    | Thomas Schneider | Alemanha      | 0.255  | 46.72 | Q     |
| 3        | 3    | Dmitrij Burjak   | Rússia        | 0.221  | 47.09 | Q     |
| 4        | 4    | Nigel Levine     | Reino Unido   | 0.175  | 47.17 |       |
| 5        | 1    | Mark Ujakpor     | Espanha       | 0.190  | 47.82 |       |
| 6        | 2    | Ansoumane Fofana | França        | 0.276  | 48.19 |       |

Semifinal 2
| Posição. | Raia | Atleta            | Nacionalidade | Reação | Tempo | Notas |
| -------- | ---- | ----------------- | ------------- | ------ | ----- | ----- |
| 1        | 5    | Richard Buck      | Reino Unido   | 0.202  | 46.79 | Q     |
| 2        | 6    | Richard Strachan  | Reino Unido   | 0.181  | 46.94 | Q     |
| 3        | 4    | Yoan Décimus      | França        | 0.215  | 46.98 | Q     |
| 4        | 3    | Clemens Zeller    | Áustria       | 0.230  | 47.35 |       |
| 5        | 1    | Dmytro Ostrovskyj | Ucrânia       | 0.192  | 47.58 |       |
| 6        | 2    | David Gollnow     | Alemanha      | 0.260  | 48.07 |       |

### Final
A final foi realizada às 17:45 no dia 5 de março de 2011.  
| Posição.          | Raia | Atleta           | Nacionalidade | Reação | Tempo | Notas                |
| ----------------- | ---- | ---------------- | ------------- | ------ | ----- | -------------------- |
| Medalha de ouro   | 6    | Leslie Djhone    | França        | 0.181  | 45.54 | Recorde da temporada |
| Medalha de prata  | 3    | Thomas Schneider | Alemanha      | 0.175  | 46.42 |                      |
| Medalha de bronze | 5    | Richard Buck     | Reino Unido   | 0.161  | 46.62 |                      |
| 4                 | 2    | Dmitrij Burjak   | Rússia        | 0.139  | 46.70 |                      |
| 5                 | 4    | Richard Strachan | Reino Unido   | 0.154  | 46.74 |                      |
| 6                 | 1    | Yoan Décimus     | França        | 0.190  | 46.91 |                      |

Legenda
| Recorde mundial       | Recorde mundial (World record)               |                       | Recorde africano                      | Recorde africano (African) |                                           | Q | Classificado por posição (Qualified) |
| Recorde do campeonato | Recorde do campeonato (Championship record)  | Recorde da América    | Recorde da América (Americas)         | q                          | Classificado por melhor tempo (Qualified) |   |                                      |
| Melhor marca do ano   | Melhor marca do ano (World leading)          | Recorde asiático      | Recorde asiático (Asian)              | DNS                        | Não largou (Did not start)                |   |                                      |
| Recorde nacional      | Recorde nacional (National record)           | Recorde europeu       | Recorde europeu (European)            | DNF                        | Não terminou (Did not finish)             |   |                                      |
| Recorde pessoal       | Recorde pessoal do atleta (Personal best)    | Recorde da Oceania    | Recorde da Oceania (Oceania)          | DSQ / DQ                   | Desclassificado (Disqualified)            |   |                                      |
| Recorde da temporada  | Recorde da temporada do atleta (Season best) | Recorde sul-americano | Recorde sul-americano (South America) | NM                         | Sem marca (No mark)                       |   |                                      |